# تشاه احمد (دجغان)
تشاه احمد (بالفارسية: چاه احمد) هي قرية تقع في إيران في بلدة دزكان. يقدر عدد سكانها بـ 27 نسمة .